# Incarnate
Pour plus de détails, voir Fiche technique et Distribution.
Incarnate est un film d'horreur américain réalisé par Brad Peyton, sorti en 2016.

## Synopsis
Cloué dans une chaise roulante à la suite de la mort de sa famille, un scientifique est appelé par le Vatican pour exorciser un petit garçon. Le docteur est un « Incarné », capable de s'introduire dans le subconscient des personnes possédées pour chasser leurs démons. Il découvre que l'enfant qu'il doit exorciser est habité par le démon qui a tué sa femme et son enfant... 

## Fiche technique
- Titre original et français : Incarnate
- Réalisation : Brad Peyton
- Scénario : Ronnie Christensen
- Photographie : Dana Gonzales
- Montage : Todd E. Miller, Jonathan Chibnall
- Musique : Andrew Lockington
- Production : Jason Blum, Trevor Engelson et Michael Seitzman
- Sociétés de production : Blumhouse Productions et FilmDistrict
- Société de distribution : Universal Pictures
- Pays d'origine :  États-Unis
- Langue : anglais
- Genre : horreur
- Durée : 91 minutes
- Dates de sortie : 
  - États-Unis : 2 décembre 2016
  - France : 26 avril 2017 (Vidéo)
- Classification :
  - États-Unis : R (interdit aux moins de 17 ans non accompagnés)
  - France : Interdit aux moins de 12 ans en VOD mais aux moins de 16 ans à la télévision

## Distribution
- Aaron Eckhart (VFB : Pierre Lognay) : Dr Seth Ember
- Carice van Houten (VFB : Sandrine Henry) : Lindsay Sparrow
- David Mazouz : Cameron Sparrow
- Catalina Sandino Moreno (VFB : Ludivine Deworst) : Camilla Marquez
- Keir O'Donnell (VFB : Alexandre Crépet) : Oliver
- Emily Jackson (VFB : Marie Du Bled) : Riley
- Matthew Nable (VFB : Franck Dacquin) : Dan Sparrow
- Karolina Wydra : Anna Ember
- Emjay Anthony : Jake Ember
- John Purrucello : Henry
- Mark Steger : Maggie (Demon)
- Tomas Arana (VFB : Laurent Van Wetter) : Felix